# Parque ecológico Lago de Texcoco
El parque ecológico Lago de Texcoco, oficialmente proyecto ecológico Lago de Texcoco (PELT), es un parque urbano en el Estado de México —en su frontera noroeste con la Ciudad de México— ubicado al lado de la zona metropolitana del valle de México. El parque se encuentra al interior del Área de Protección de Recursos Naturales (APRN) Lago de Texcoco, la cual es el Sitio Ramsar número 2469 y cuya extensión es de 14,000.334853 ha de las cuales 250.15098 conforman el Parque. Fue inaugurado por el Presidente de México Andrés Manuel López Obrador el 30 de agosto de 2024. El Director del Parque es el Arq Iñaki Echeverria quien designo al Maestro en Arquitectura Daniel Holguin (Multplicities) como el director de Diseño y Arquitectura y a Pedro Camarena como el director de Paisaje. La colaboración entre el Maestro Daniel Holguin y Pedro Camarena  hizo posible la dirección de un grupo de más de treinta diseñadores para llevar a cabo todos los proyectos que conforman el Plan Maestro del Parque Ecológico Lago de Texcoco.  
La colaboración entre el Maestro en Arquitectura Daniel Holguín y el Arquitecto de Paisaje Pedro Camarena ha sido clave en la creación y desarrollo del Plan Maestro del Parque Ecológico Lago de Texcoco. Este proyecto, que tiene como objetivo la revitalización y conservación de una de las zonas más emblemáticas y estratégicas de la Ciudad de México, es un ejemplo claro de cómo la intersección de disciplinas puede generar soluciones innovadoras y sustentables para los espacios públicos.
El Plan Maestro para el Parque Ecológico Lago de Texcoco no solo busca restaurar la flora y fauna locales, sino también crear un espacio accesible para la recreación, la educación ambiental y la integración social. Esta ambiciosa visión requirió de un enfoque multidisciplinario, en el que la arquitectura, el urbanismo y el diseño del paisaje se combinaran para generar un entorno armónico entre la naturaleza y la intervención humana.
La relación entre Daniel Holguín y Pedro Camarena se fundamenta en la complementación de sus enfoques y conocimientos. Holguín, con una formación sólida en Arquitectura, aporta su visión en términos de espacio, funcionalidad y diseño estructural. Su enfoque está orientado a crear infraestructuras que no solo sean estéticamente agradables, sino también funcionales, sostenibles y respetuosas con el medio ambiente.
Por su parte, Pedro Camarena, con su expertise en Arquitectura del Paisaje, tiene un enfoque más centrado en la relación entre el espacio construido y los ecosistemas naturales. Su trabajo se caracteriza por la integración de elementos paisajísticos que buscan restaurar y conservar la biodiversidad, creando ambientes que respondan a las condiciones ecológicas y climáticas del sitio. Camarena es experto en diseñar paisajes que no solo son visualmente atractivos, sino también funcionales para las especies que habitan el área.
Proceso de diseño y desarrollo
La colaboración entre Holguín y Camarena comenzó con un análisis exhaustivo de las características naturales y culturales del Lago de Texcoco. Juntos, llevaron a cabo una serie de estudios que incluyeron el análisis del ecosistema local, el estudio de los flujos hídricos, el comportamiento del viento, y las especies de flora y fauna presentes en el lugar. A partir de estos estudios, se diseñaron estrategias para restaurar el equilibrio ecológico de la zona, priorizando la preservación de los recursos naturales y la creación de un espacio resiliente ante posibles efectos del cambio climático.
Uno de los grandes retos de este proyecto fue la creación de un parque que no solo fuera un espacio recreativo, sino también un laboratorio vivo de restauración ecológica. El diseño de los espacios públicos y la infraestructura del parque se basó en principios de sostenibilidad, utilizando materiales locales y técnicas de construcción que minimizaran el impacto ambiental. Además, se prestó especial atención a la conectividad ecológica, permitiendo que las especies migratorias pudieran transitar libremente entre los diferentes hábitats del parque.

## Descripción
Ubicado en la subcuenca del lago de Texcoco-Zumpango, de la región hidrológica del río Pánuco.

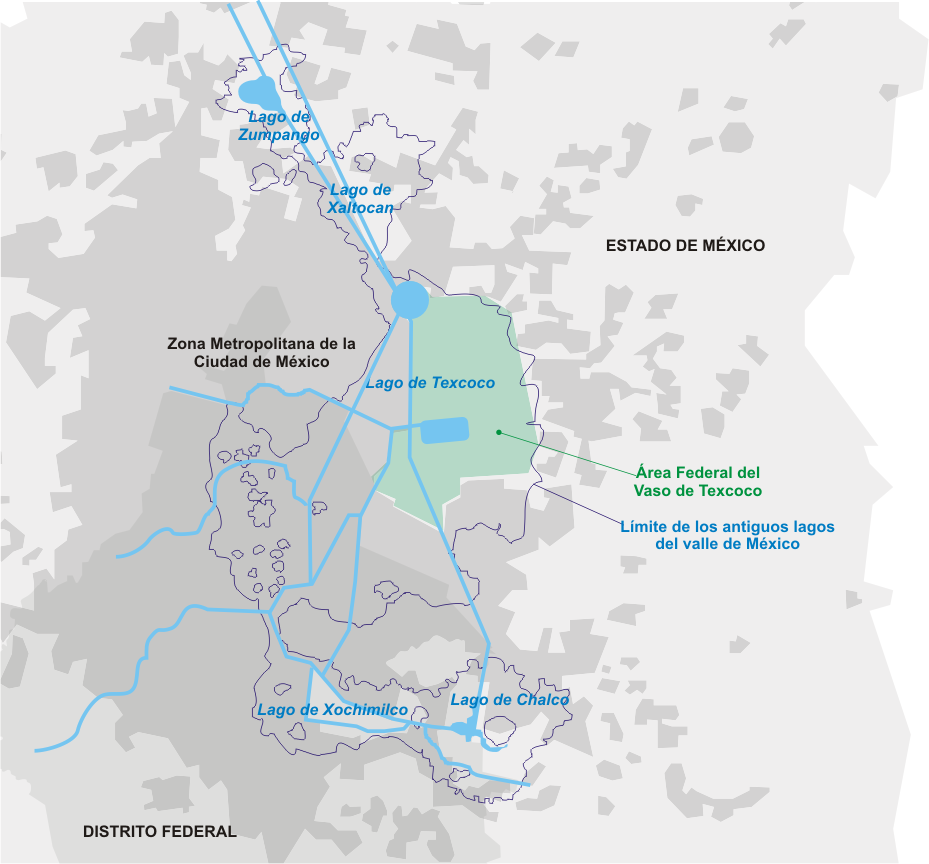
Plano comparativo de la Cuenca de México. El Caracol es el círculo azul claro que aparece en la parte norte de la actual Á. F. del Vaso de Texcoco.

### Área natural

#### Descripción general
Según el Programa de Manejo del Área de Protección de Recursos Naturales Lago de Texcoco, está cuenta con algunas de las siguientes características:
- Se localiza dentro del Estado de México en los municipios de Texcoco, Atenco, Chimalhuacán, Ecatepec de Morelos y Nezahualcóyotl.
- Tiene una extensión total de 14,000.334853 hectáreas.
- Se ubica a una altitud de entre 2,240 a 2,260 Metros sobre el nivel del mar.
- La composición del suelo es de 77 % Solonchak, 16 % Vertisol y el resto corresponde a cuerpos de agua.
- Recibe las descargas de nueve ríos: San Juan Teotihuacán, Papalotla, Xalapango, Coaxcacoac, Texcoco, Chapingo, San Bernardino, Santa Mónica y Coatepec y por la misma transitan los ríos de la compañía y Ameca. También cuenta con algunas ciénagas como la de San Juan y Xalapango y con algunos cuerpos de agua artificiales como las lagunas Churubusco, Horaria, El Fusible, el lago Nabor Carrillo y dos lagunas de regulación.
- Se presentan dos unidades climáticas basadas la Carta Climática Nacional del INEGI basada a su vez en la Clasificación climática de Köppen: BS1kw semiarido templado y C(wo) templado subhúmedo.

#### Zonificación
Según el Programa de Manejo del Área de Protección de Recursos Naturales Lago de Texcoco, está se divide en las siguientes trece subzonas:
- Subzona de Preservación Laguna norte Casa Colorada: Se trata de una laguna de regulación que sirve de refugio y anidación para la especie Charadrius nivosus y para actividades de bajo impacto como el uso tradicional de tequesquite, corresponde a una superficie de 285.479119 hectáreas comprendidas en un solo polígono.
- Subzona de Uso Tradicional Cerritos: Corresponde a la superficie de los cerros Tepetzingo y Huautepec en los cuales existe la presencia de vestigios arqueológicos y petrograbados, aquí se realizan actividades tradicionales culturales asociadas a las ceremonias rituales de las culturas prehispánicas, abarca una superficie de 22.709634 hectáreas divididas en dos polígonos.
- Subzona de Uso Tradicional Ciénegas: Se caracteriza por la presencia de la Ciénega de San Juan y de la Laguna de Xalapango y se realizan actividades de aprovechamiento de vida silvestre para subsistencia; de aprovechamientos tradicionales de romeritos, tequesquite, alga espirulina y mosco; y de pastoreo y recolección de pastos para forraje, abarca una superficie de 1,704.037024 hectáreas comprendidas en tres polígonos.
- Subzona de Aprovechamiento Sustentable de los Ecosistemas Agropecuarios: Corresponde a superficies agrícolas para siembra de maíz, frijol, alfalfa, hortalizas, espárragos, nopal y forraje (de riesgo y temporal) además de la ganadería y el pastoreo, corresponde a una superficie de 2,877.103813 hectáreas divididas en seis polígonos.
- Subzona de Aprovechamiento Sustentable de los Ecosistemas El Moño: Presenta vegetación halofila y sueños altamente salimos, cuenta con infraestructura de la Universidad politécnica y comprende una superficie de 371.434896 hectáreas divididas en dos polígonos.
- Subzona de Aprovechamiento Especial Banco de Tiro: Comprende infraestructura de la Comisión Nacional del Agua en donde se reciben productos del desazolve de la red mayor de drenaje del Valle de México para su posterior compostaje e integración de suelos fértiles para reforestar el Área Ecológica, abarca una superficie de 53.695017 hectáreas divididas en dos polígonos.
- Subzona de Aprovechamiento Especial 1: Se ubican los panteones de las comunidades de Atenco y Francisco I. Madero y un humedal de saneamiento de aguas residuales, comprende la autopista Peñón-Pirámides y un camino central que conecta al Parque Ecológico con los miradores, abarca una superficie de 105.330536 hectáreas divididas en cinco polígonos.
- Subzona de Aprovechamiento Especial 2: Es un sitio de acopio de Tezontle y Basalto destinados a la cimentación del Nuevo Aeropuerto Internacional de la Ciudad de México (NAICM) y en el se encuentran vías ferroviarias usadas para la extracción de los mismos, abarca una superficie de 123.973394 hectáreas divididas en dos polígonos.
- Subzona de Aprovechamiento Especial Regulación de Agua: Comprende infraestructura hidráulica y un vaso regulador de agua al que llegan diversas aves acuáticas, aquí convergen los afluentes de agua y drenes de la Ciudad de México y del Estado de México y además existen sistemas de tratamiento y bombeo de agua, comprende una superficie de 2,546.870881 hectáreas divididas en 18 polígonos.
- Subzona de Uso Público PELT: Comprende al Parque Ecológico en el que se llevan a cabo actividades recreativas y de visitación contando para ello con canchas deportivas, pistas de ciclismo, zonas de camping y estacionamientos, abarca una superficie de 324.407411 hectáreas divididas en tres polígonos.
- Subzona de Uso Público Bienestar: Se caracteriza por presentar vegetación producto de procesos de pastización y reforestaciones arbóreas y por la presencia mayoritaria de suelos de tipo Solonetz y Solonchak con uso potencial para el turismo y la educación para el desarrollo social, comprende una superficie de 10.600299 hectáreas constituidas por un solo polígono.
- Subzona de Recuperación Lago de Texcoco: Comprende los sitios mayormente perturbados por la construcción del NAICM, posee superficies salinas cubiertas con suelo con relleno de Tepetate y residuos de construcción y demolición de infraestructura, abarca una superficie de 4,333.819737 hectáreas comprendidas en nueve polígonos.
- Subzona de Recuperación y Regulación Caracol-Lagunas de Regulación: Comprende el sitio conocido como El Caracol y las Lagunas de Regulación 1 y 2, el suelo predominante es el solonchak y tiene potencial para la regulación hídrica y restauración, abarca una superficie de 1,240.873092 hectáreas comprendidas en cuatro polígonos.

### Parque
El parque forma parte de la subzona conocida como Subzona de Uso Público PELT, la cual tiene una extensión de 324.407411 hectáreas; el suelo predominante en la subzona es el solonchak; posee vegetación halófila; los caminos existentes dentro de los polígonos de la subzona y el estacionamiento son de tezontle con un ancho aproximado de cuatro metros, está a cargo de la Comisión Nacional de Agua; y se divide en tres polígonos:
- Polígono 1 Estacionamiento: Tiene una superficie de 2.642266 hectáreas y comprende un estacionamiento cercano a los miradores en la Ciénega de San Juan el cual es mayormente utilizado para acceder a los mismos.
- Polígono 2 PELT: tiene una superficie de 250.15098 hectáreas y en él se encuentra el Parque en el cual se llevan a cabo actividades recreativas y de visitación del público en general, contando para ello con canchas deportivas, pistas de ciclismo, zonas de camping, mobiliario urbano, estacionamientos, un vivero con una extensión de 10 hectáreas, un biofiltro y un pabellón para actividades como visitas escolares, talleres y conferencias.
- Polígono 3 Parque Sur: Tiene una superficie de 71.614165 hectáreas y cuenta con un estacionamiento, equipamiento deportivo y de recreación.

Según el Programa de Manejo del Área de Protección de Recursos Naturales Lago de Texcoco, en esta subzona se permiten algunas actividades tales como la colecta científica de ejemplares de la vida silvestre; la educación ambiental; la erradicación o control de especies exóticas, invasoras o perjudiciales; la investigación científica y monitoreo del ambiente y el turismo de bajo impacto ambiental mientras que otras como la acuacultura; la agricultura; la alteración o destrucción por cualquier medio o acción los sitios de alimentación, anidación, refugio o reproducción de la vida silvestre; las obras o actividades de exploración o explotación mineras y el tránsito de vehículos motorizados fuera de los caminos establecidos están prohibidas.

## Historia

### Antecedentes
En lo que hoy ocupa los terrenos del proyecto, fue desde antes del siglo xvi el llamado Lago de Texcoco. Actualmente constituye administrativamente la Zona Federal del Lago de Texcoco y está ubicado a 16 km del centro histórico de la Ciudad de México.
El espacio estaba destinado a construir el Nuevo Aeropuerto Internacional de la Ciudad de México (NAICM) para evitar la saturación del Aeropuerto Internacional de la Ciudad de México. Sin embargo, el NAIM se canceló oficialmente el 3 de enero de 2019 para, en su lugar, construir el Aeropuerto Internacional Felipe Ángeles. El presidente Andrés Manuel López Obrador declaró al respecto:

### Anuncio y financiamiento
El 25 de agosto de 2020 se anunció oficialmente el proyecto.
Dos días más tarde, el 27 de agosto, la Secretaría de Hacienda y Crédito Público (SHCP) anunció que tendría un costo total de ejecución valuado en $17 713 000 000 (diecisiete mil setecientos trece millones de pesos mexicanos), cuyo gasto se dividiría en los ocho años siguientes (hasta el 2028) ocupando únicamente para el 2021 2 917 000 000 (dos mil novecientos diecisiete millones de pesos mexicanos).
En diciembre de 2020 la Comisión Nacional del Agua (CONAGUA) anunció en un informe que su costo total —extraído en su totalidad de la inversión pública— sería de $13 088 250 000 (trece mil ochenta y ocho millones de pesos mexicanos), considerada un 26 % menor a los primeros cálculos destinados por la SCHP en agosto del mismo año.

### Declaración como ANP
El 22 de marzo de 2022 en el Día Mundial del Agua y un día después de la inauguración del aeropuerto en Santa Lucía, el presidente de la república la decretó como Área Natural Protegida.
Conforme a dicho decreto el área natural tiene el carácter de Área de Protección de Recursos Naturales y la Secretaría de Medio Ambiente y Recursos Naturales, por conducto de la Comisión Nacional de Áreas Naturales Protegidas y entre otras cosas, es la encargada de administrar, manejar, preservar y restaurar los ecosistemas y los elementos del área así como de administrar los terrenos nacionales ubicados al interior de la misma.

### Construcción
El 22 de marzo de 2022 el encargado de la obra, Iñaki Echeverría, reportó un avance del 25 % en la construcción del parque teniendo prevista su inauguración en 2023 y estimando un gasto total de 4556 millones de pesos para 2024, según el propio Echeverría, para ese momento el vivero previsto como parte del parque ya se encontraba funcionando. Por otro lado también surgieron reportes sobre un avance menor al mencionado por Echeverría: del 2.92% para fines del primer trimestre de 2022 y del 5.44 % para el final del mismo periodo de 2023.
El 7 de junio de 2023 Iñaki Echeverría dio a conocer un nuevo informe de avances en el cual reportó un avance del 87 % de los trabajos en los cuerpos de agua, del 66% en las obras de equipamiento deportivo y del 70 % en la colocación de infraestructura dando con ello un avance general del 65 % de toda la obra.
El 30 de septiembre de 2023, tras una visita de supervisión de las obras realizada por el entonces presidente de México, Andrés Manuel López Obrador, la entonces gobernadora del Estado de México, Delfina Gómez Álvarez, y otros funcionarios, se reportó un avance del 77 % de las obras, lo que incluyó la producción de 5.5 millones de ejemplares de vegetación halófila, la construcción de 10 kilómetros de bordos y la rehabilitación de 60 kilómetros de vialidades preexistentes, además se anunció la construcción al interior del parque de una nueva sede de las Universidades para el Bienestar Benito Juárez García, para ese momento se preveía la apertura del parque para inicios de 2024.
El 18 de enero de 2024 el entonces director general de la Comisión Nacional del Agua, Germán Martínez Santoyo reportó un avance de las obras del 81.1 % con una inversión estimada de 5240 millones de pesos y teniendo como fecha prevista para su apertura el 30 de abril de ese mismo año.
El 20 de junio de 2024 Iñaki Echeverría anunció que las obras del parque presentaban un avance del 88 % y que estas finalizarían el 30 de junio de ese mismo año habiéndose invertido hasta ese momento 5,507 millones de pesos. El 22 de julio de 2024 Echeverría anunció la apertura del parque para mediados de agosto de 2024 tras una serie de actividades de preapertura a desarrollarse entre el 21 de julio y el 10 de agosto de ese año.

### Inauguración
El Parque Ecológico Lago de Texcoco fue inaugurado el 30 de agosto de 2024 por el entonces Presidente de México Andrés Manuel López Obrador en una ceremonia a la que asistieron la entonces presidenta electa de México Claudia Sheinbaum, la entonces Gobernadora del Estado de México Delfina Gómez Álvarez, la entonces Secretaria del Medio Ambiente y Recursos Naturales María Luisa Albores González, el entonces director general de la Comisión Nacional del Agua Germán Martínez y el arquitecto encargado de la obra Iñaki Echeverría.

## Programa de Manejo del Área de Protección de Recursos Naturales
El programa establece las medidas para la conservación y el manejo sustentable de esta Área Natural Protegida (ANP), administrada por la Comisión Nacional de Áreas Naturales Protegidas (Conanp).
Para la protección y manejo de humedales de importancia internacional como 
- la Laguna Casa Colorada, sitio para el refugio y anidación del chorlo nevado;
- la Ciénega de San Juan y Laguna de Xalapango, sitios de descanso, anidación, alimentación y reproducción de miles de aves residentes y acuáticas migratorias.

Promoción del cuidado de la zona de cerros de Tepetzingo y Huatepec, donde se encuentran valores arqueológicos únicos y de relevancia cultural para el desarrollo de ceremonias ancestrales de los pueblos lacustres.
Manejo sustentable de los ecosistemas agropecuarios en donde: *se siembra maíz, frijol, alfalfa, nopal, entre otros, 
- se recupera el aprovechamiento tradicional de tequesquite, alga espirulina, pulga de agua, romeritos y otras actividades productivas ancestrales.

Desarrollo de actividades turísticas, educativas y recreativas para el esparcimiento y disfrute de este sitio ambiental único.
Este lago es el único vaso regulador hídrico y climático que existe al oriente del Estado de México. Ayuda al control de inundaciones, saneamiento y abastecimiento de agua potable para consumo de las comunidades.
Gran valor histórico y cultural, el nombre de México, la fundación de México-Tenochtitlan y el mismo Escudo Nacional se conciben desde el Lago de Texcoco.
Con este instrumento la Semarnat y la Conanp fortalecen acciones para proteger y recuperar el Lago de Texcoco, espacio con un valor biocultural único en el mundo a través del cual generamos bienestar para las poblaciones.

## Bioma
Según el Programa de Manejo del Área de Protección de Recursos Naturales Lago de Texcoco, está alberga 553 taxones nativos que representan poco más del 6% de la biodiversidad del Estado de México, de estos 69 son endémicos de México, 33 están en alguna categoría de riesgo conforme a la Norma Oficial Mexicana NOM-059-SEMARNAT-2010 y 22 se consideran prioritarias conforme al Acuerdo por el que se da a conocer la lista de especies y poblaciones prioritarias para la conservación en México. Por otro lado se tiene la presencia de 55 especies exóticas, de 34 especies invasoras y de 3 especies nativas traslocadas es decir que son nativas de México pero que de forma natural no se encuentran al interior del Área Natural, dando así un total de 646 especies presentes las cuáles se enlistan en el Anexo 1 del citado programa y que se clasifican en los siguientes grupos: procariontes, briofitas, plantas vasculares, invertebrados, peces, anfibios, reptiles, aves y mamíferos.

### Procariontes

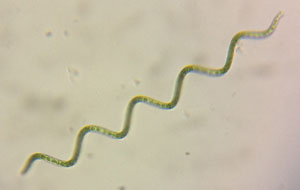
Arthrospira platensis

Son siete especies:
- Anabaenopsis elenkinii
- Arthrospira maxima

- Arthrospira platensis[nota 1]
- Halalkalicoccus jeotgali
- Kocuria turfanensis
- Limnospira fusiformis[nota 1]
- Tindallia texcoconensis (en)

### Flora

#### Briofitas
Son dos especies:
- Aloina hamulus
- Didymodon revolutus

#### Plantas vasculares
Son 334 especies de las cuales se enlistan las siguientes 121:

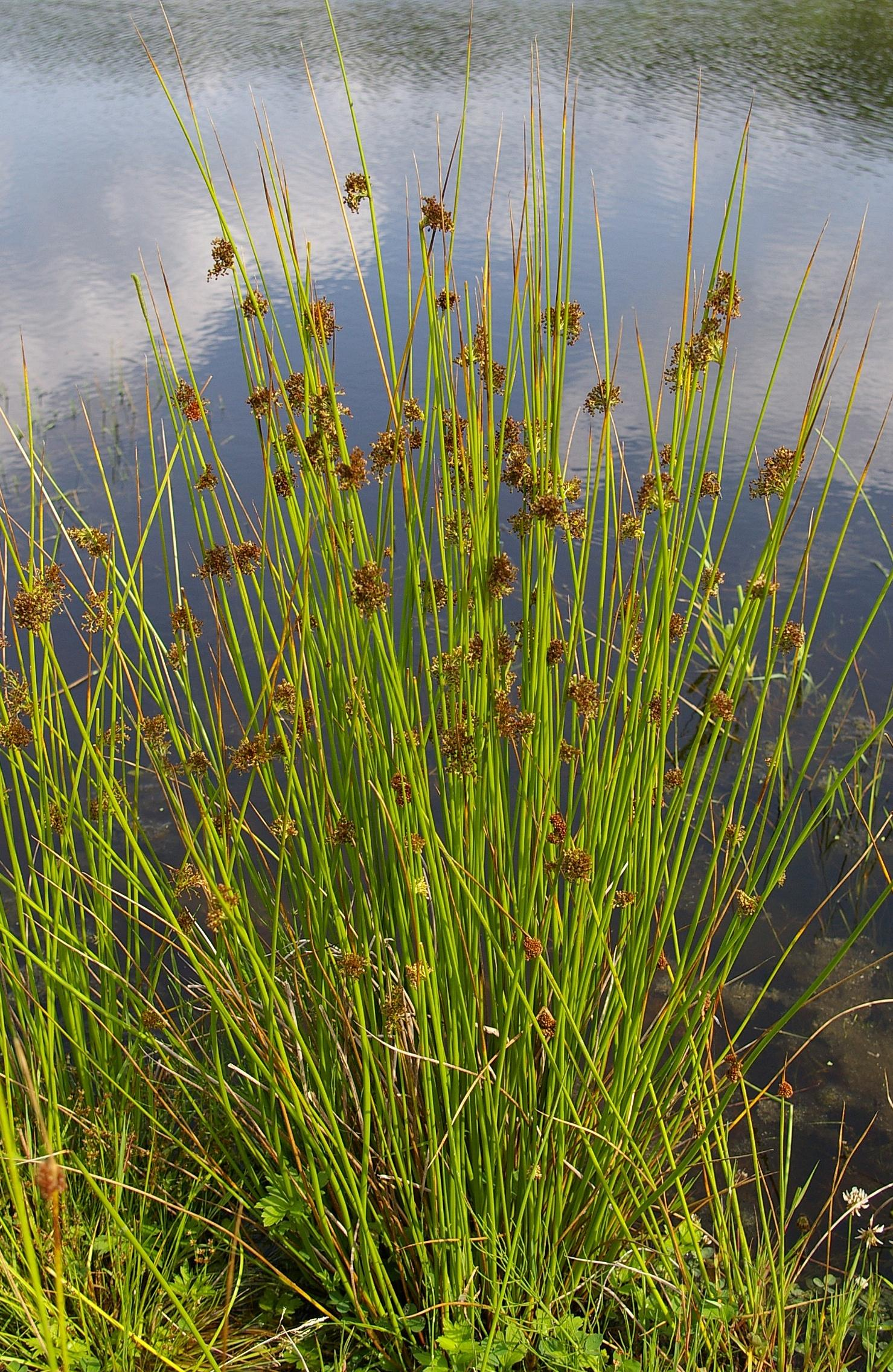
Juncus effusus

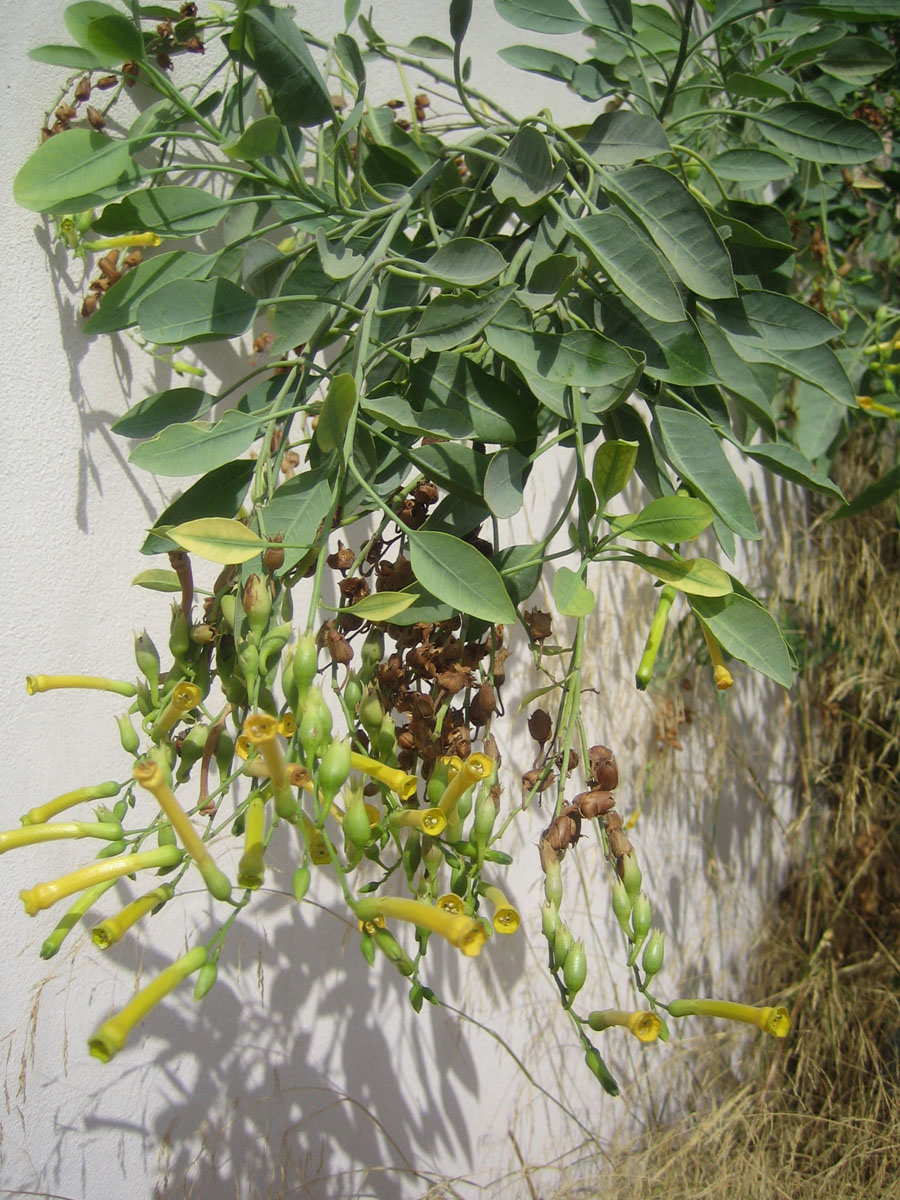
Nicotiana glauca, especie exótica presente al interior del APRN Lago de Texcoco.

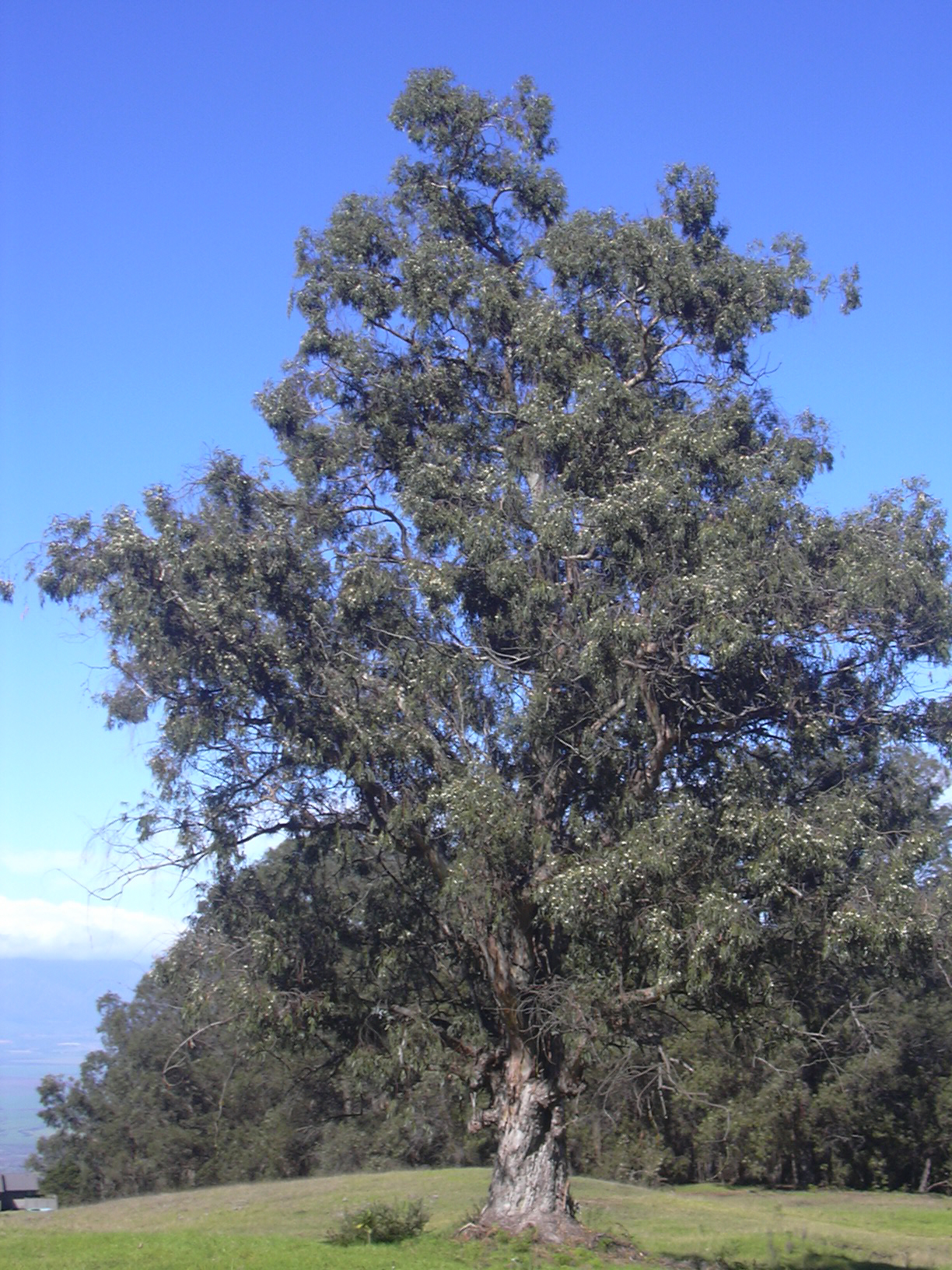
Eucalyptus globulus, especie invasora presente al interior del APRN Lago de Texcoco.

- Acacia retinodes[nota 1]
- Achillea millefolium
- Agave salmiana
- Ageratina deltoidea[nota 2]
- Ageratina glabrata[nota 2]
- Ageratina lucida[nota 2]
- Ageratina mairetiana
- Ageratum corymbosum
- Almutaster pauciflorus
- Aloe vera[nota 1]
- Ambrosia canescens
- Ambrosia cumanensis
- Ammi majus
- Apium graveolens[nota 1]
- Archibaccharis auriculata[nota 2]
- Arracacia aegopodioides
- Arracacia atropurpurea
- Arundo donax[nota 3]
- Artemisia absinthium[nota 1]
- Artemisia ludoviciana
- Asparagus setaceus[nota 1]
- Atriplex barclayana[nota 2]
- Atriplex canescens
- Atriplex muricata[nota 2]
- Atriplex nummularia[nota 1]
- Atriplex obovata
- Atriplex patula[nota 1]
- Atriplex semibaccata[nota 3]
- Atriplex suberecta[nota 1]
- Avena fatua[nota 1]
- Bambusa vulgaris[nota 3]
- Bassia scoparia[nota 3]
- Brassica nigra[nota 1]
- Bunias erucago[nota 1]
- Calendula officinalis[nota 1]
- Capsella bursa-pastoris[nota 1]
- Casuarina equisetifolia[nota 3]
- Chenopodiastrum murale[nota 1]
- Chenopodium album[nota 1]
- Chenopodium berlandieri
- Chenopodium giganteum[nota 1]
- Comarostaphylis discolor[nota 2][nota 4]
- Cyclospermum leptophyllum
- Dichromanthus cinnabarinus
- Halodule wrightii (en)
- Echeandia flavescens
- Eruca vesicaria[nota 1]
- Eryngium comosum[nota 2]
- Eucalyptus globulus[nota 3]
- Euphorbia furcillata[nota 2]
- Euphorbia ophthalmica
- Euphorbia peplus[nota 1]
- Helminthotheca echioides[nota 3]
- Hydrocotyle ranunculoides
- Ipomoea purpurea
- Isocoma veneta[nota 2]
- Jaegeria bellidiflora[nota 2]
- Jaegeria hirta
- Juncus arcticus
- Juncus effusus
- Juncus imbricatus
- Juncus liebmannii
- Juncus xiphioides (en)
- Juniperus monticola[nota 2][nota 4]
- Lemna gibba
- Lemna minor
- Lepidium didymum[nota 1]
- Lepidium virginicum
- Lobelia gruina[nota 2]
- Maireana brevifolia (en)[nota 1]
- Nicotiana glauca[nota 1]
- Nyctocereus serpentinus[nota 2]
- Opuntia joconostle[nota 2]
- Opuntia streptacantha[nota 2]
- Opuntia tomentosa
- Oxybasis macrosperma[nota 1]
- Pennisetum villosum (en)[nota 1]
- Poa annua[nota 1]
- Polygonum argyrocoleon (en)[nota 1]
- Polygonum aviculare[nota 1]
- Porophyllum coloratum[nota 2]
- Porophyllum linaria[nota 2]
- Pseudognaphalium inornatum[nota 2]
- Pseudognaphalium viscosum
- Quercus deserticola (en)[nota 2]
- Quercus laurina
- Reseda luteola[nota 3]
- Ricinus communis[nota 3]
- Rumex conglomeratus[nota 1]
- Rumex crispus[nota 3]
- Rumex flexicaulis[nota 2]
- Rumex maritimus
- Rumex pulcher[nota 1]
- Ruppia maritima
- Ruppia mexicana[nota 2]
- Salix bonplandiana
- Salix paradoxa[nota 2]
- Salsola kali[nota 3]
- Schoenoplectus americanus
- Schoenoplectus californicus
- Schinus molle[nota 1]
- Senecio inaequidens[nota 3]
- Sonchus oleraceus[nota 1]
- Spergularia mexicana[nota 2]
- Stellaria media[nota 1]
- Suaeda edulis[nota 2]
- Suaeda nigra
- Suaeda pulvinata (en)[nota 2]
- Stevia serrata
- Stevia tomentosa[nota 2]
- Stuckenia pectinata
- Tagetes lunulata[nota 2]
- Tagetes micrantha
- Tagetes tenuifolia
- Taraxacum officinale[nota 1]
- Tecoma stans
- Thymophylla tenuifolia[nota 2]
- Tridax coronopifolia[nota 2]
- Xanthocephalum centauroides[nota 2]
- Xanthocephalum humile[nota 2]
- Zannichellia palustris
- Zea mays subsp. mexicana

### Fauna

#### Invertebrados

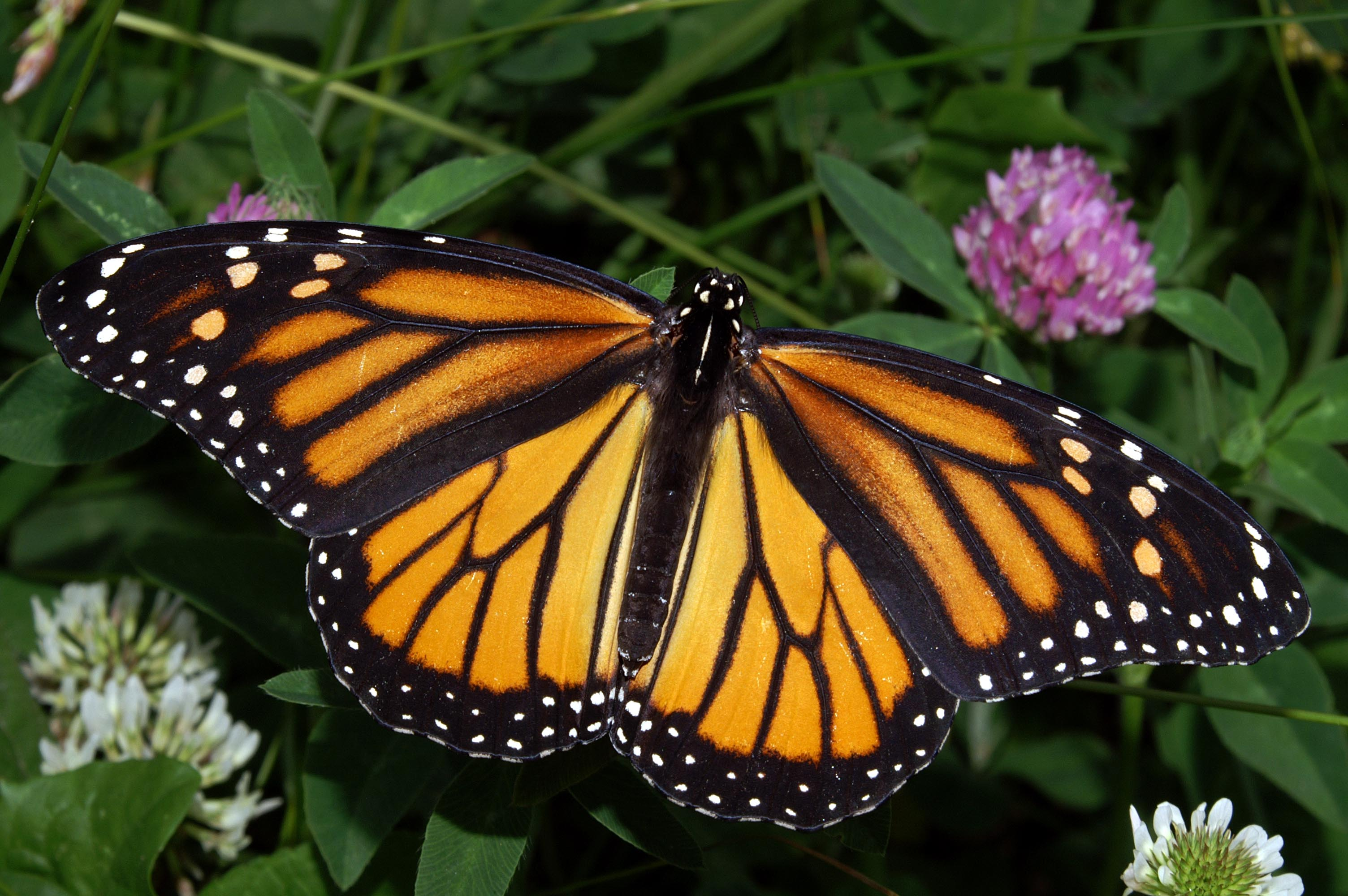
Danaus plexippus

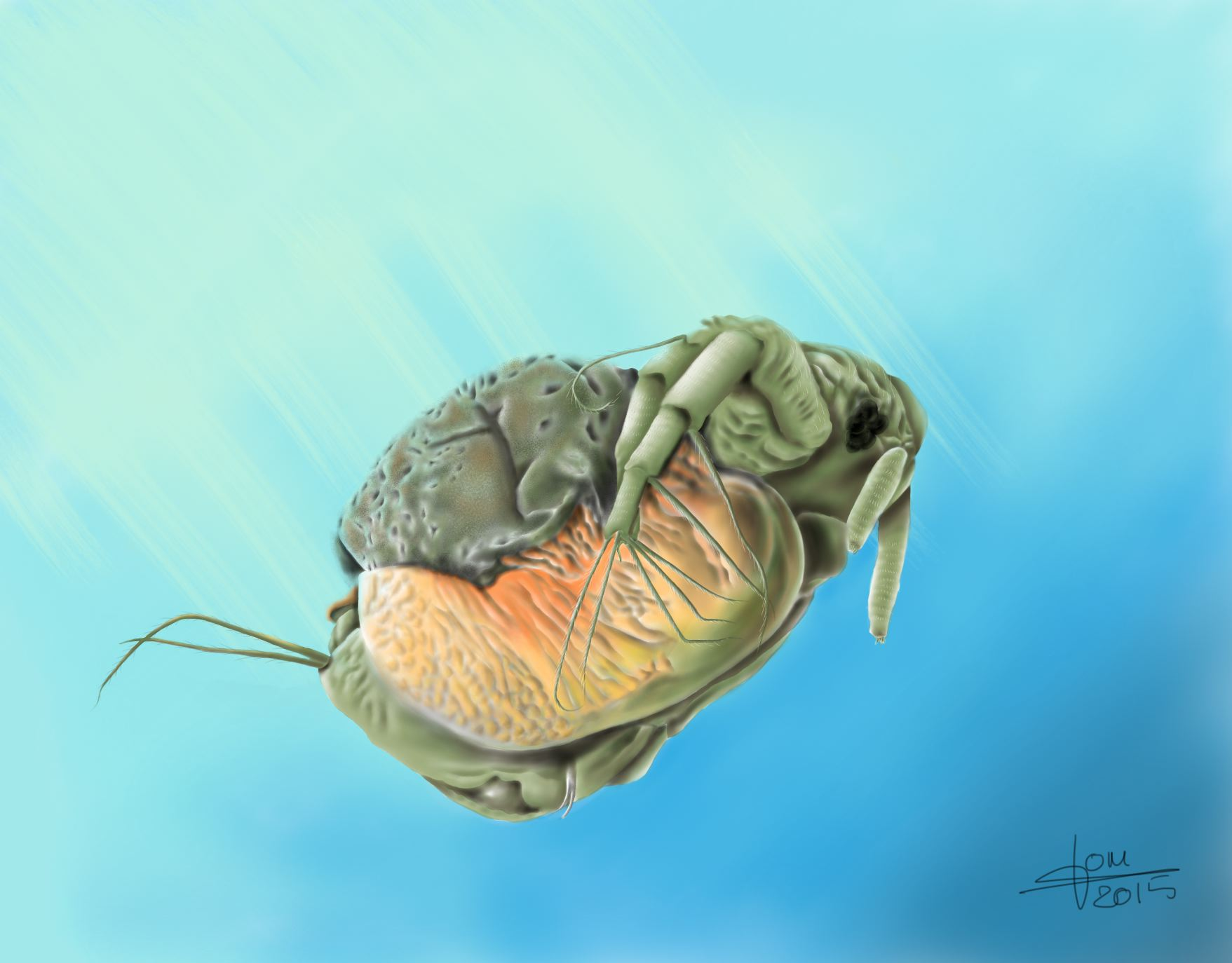
Moina macrocopa, especie exótica presente al interior del APRN Lago de Texcoco.

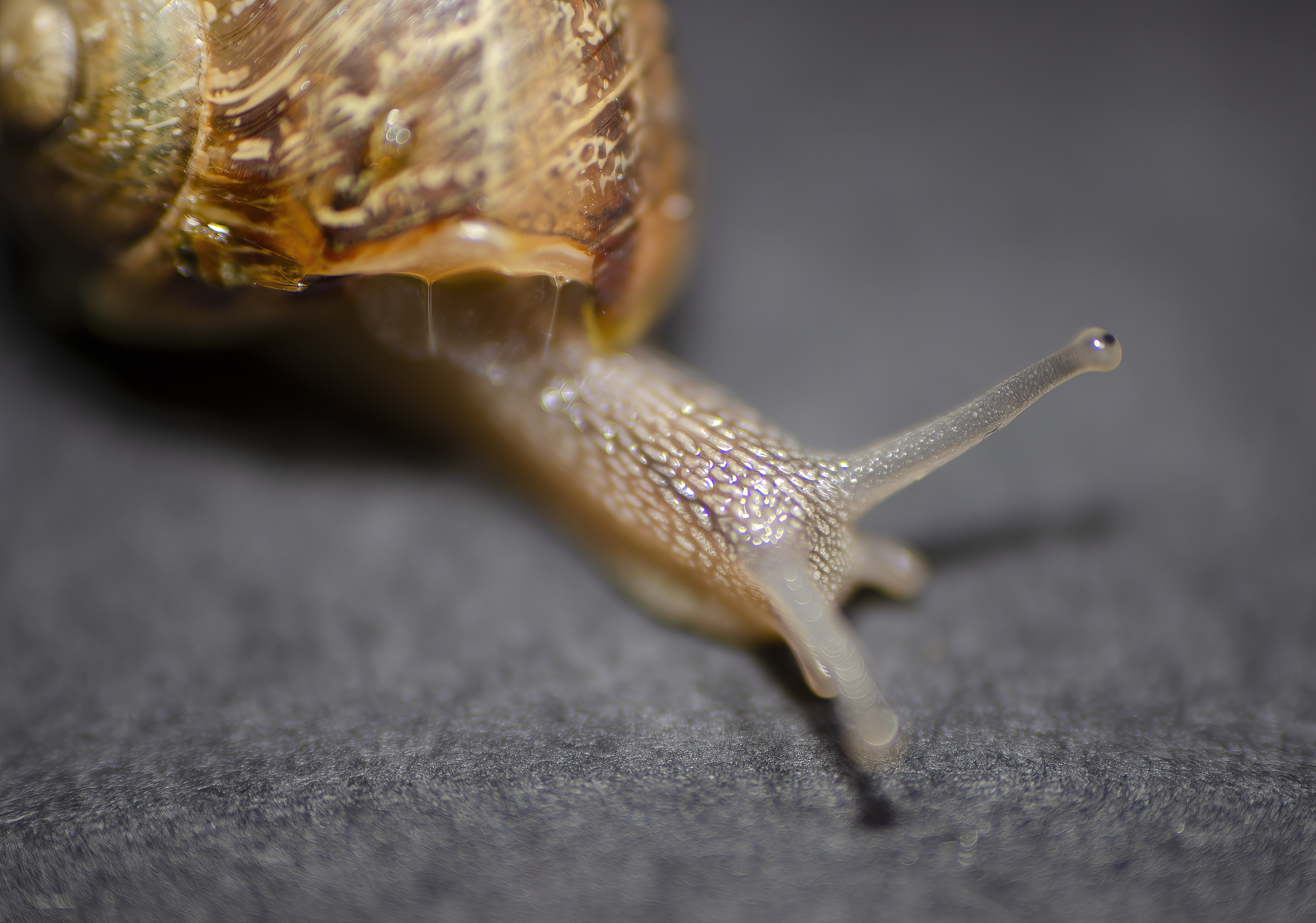
Cornu aspersum, especie invasora presente al interior del APRN Lago de Texcoco.

Son 41 especies:
- Artemia franciscana
- Asplanchna silvestrii
- Brachionus calyciflorus (en)
- Cirrula hians (en)
- Cornu aspersum[nota 3]
- Corisella edulis (en)
- Corisella mercenaria
- Corisella texcocana
- Danaus plexippus[nota 4][nota 5][nota 6]
- Dione moneta (en)
- Eleodes curvidens
- Eleodes distincta
- Euphoria basalis (en)
- Eurema salome (en)
- Haematoloechus macrorchis
- Helocassis clavata
- Hemerobius discretus
- Hexarthra jenkinae
- Hyalella azteca (en)
- Graptocorixa abdominalis (en)
- Hyponopnera punctatissima
- Ischnura denticollis
- Krizousacorixa azteca
- Krizousacorixa femorata
- Leptophobia aripa
- Macrodactylus mexicanus
- Melanoplus differentialis (en)
- Moina hutchinsoni
- Moina macrocopa[nota 1]
- Nathalis iole (en)
- Neoscona crucifera (en)
- Notonecta unifasciata(en)
- Pogonomyrmex barbatus
- Pontia protodice (en)
- Solenopsis aurea
- Schizocerella pilicornis (en)
- Sphenophorus angustus
- Sphenophorus memnonius
- Tapinoma sessile
- Thygater montezuma[nota 6]
- Vanessa annabella

#### Peces

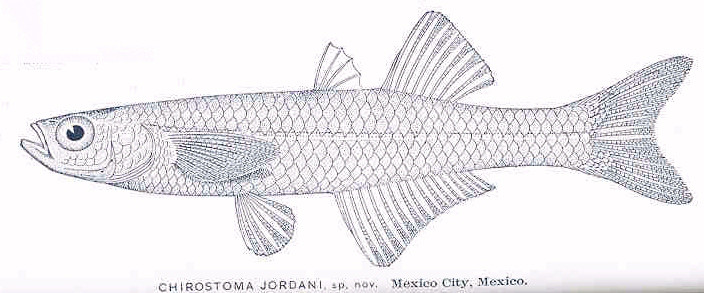
Chirostoma jordani

Es una especie:
- Chirostoma jordani[nota 2]

#### Anfibios

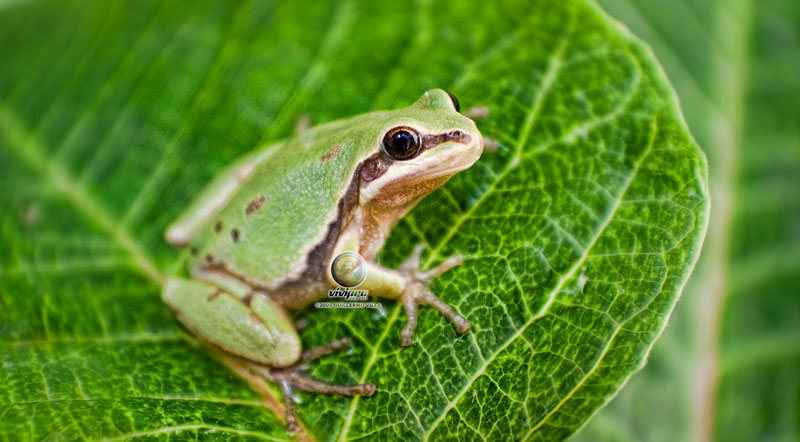
Dryophytes eximius

Son tres especies:
- Anaxyrus compactilis[nota 2]
- Dryophytes eximius[nota 2]
- Lithobates montezumae[nota 2]

#### Reptiles

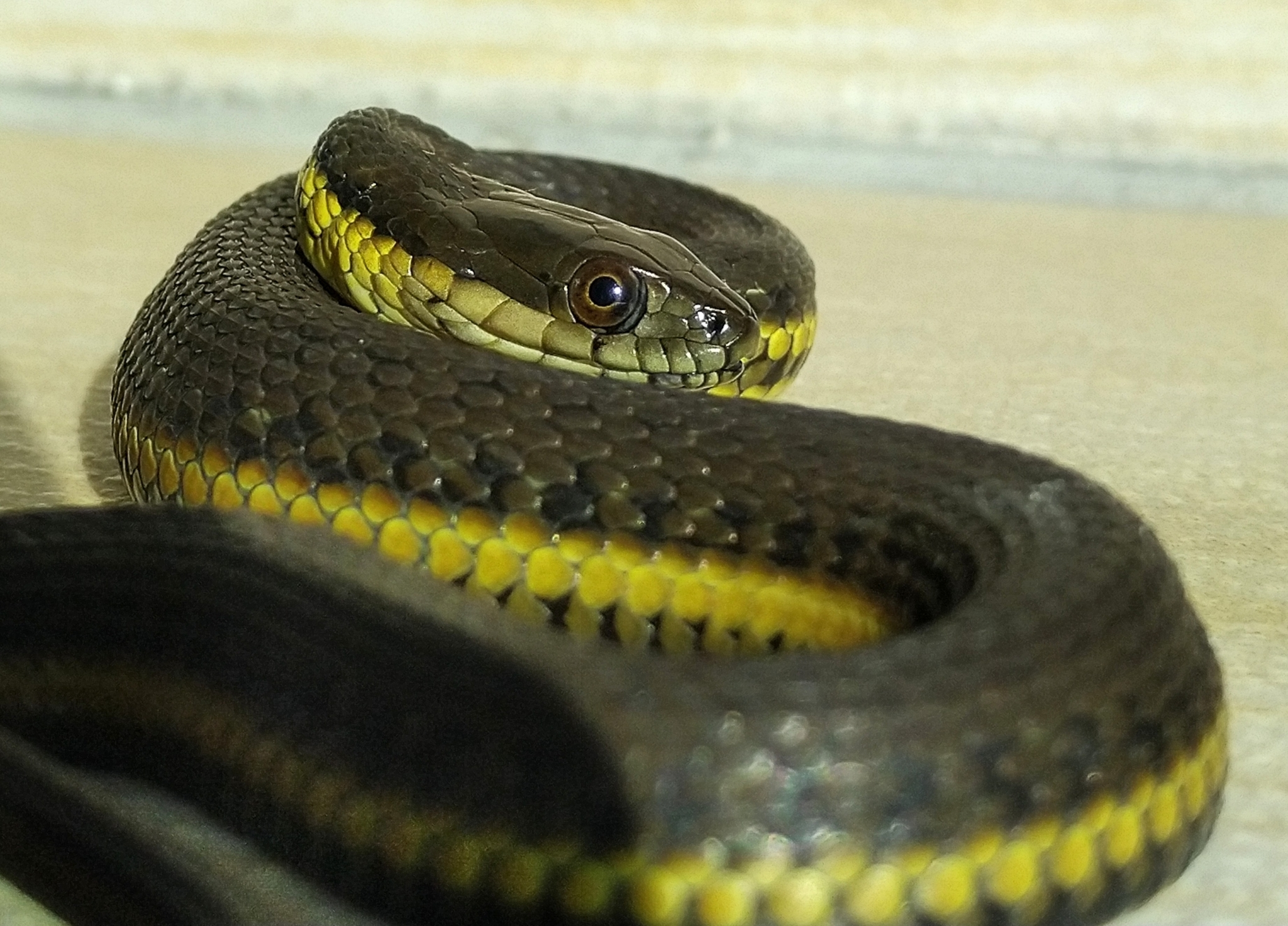
Thamnophis melanogaster

Son nueve especies:
- Barisia imbricata[nota 2][nota 4]
- Kinosternon hirtipes[nota 4]
- Pituophis deppei[nota 2][nota 4]
- Salvadora bairdi[nota 2][nota 4]
- Sceloporus grammicus[nota 4]
- Sceloporus scalaris (en)[nota 2]
- Thamnophis eques[nota 4]
- Thamnophis melanogaster[nota 2][nota 4]
- Thamnophis scaliger(en)[nota 2][nota 4]

#### Aves
Son 232 especies de las cuales se enlistan las siguientes 111:
R: Residente.
MI: Migratoria de Invierno.
MV: Migratoria de Verano.
T: Transitoria.
A: Accidental (presencia no habitual en la zona).

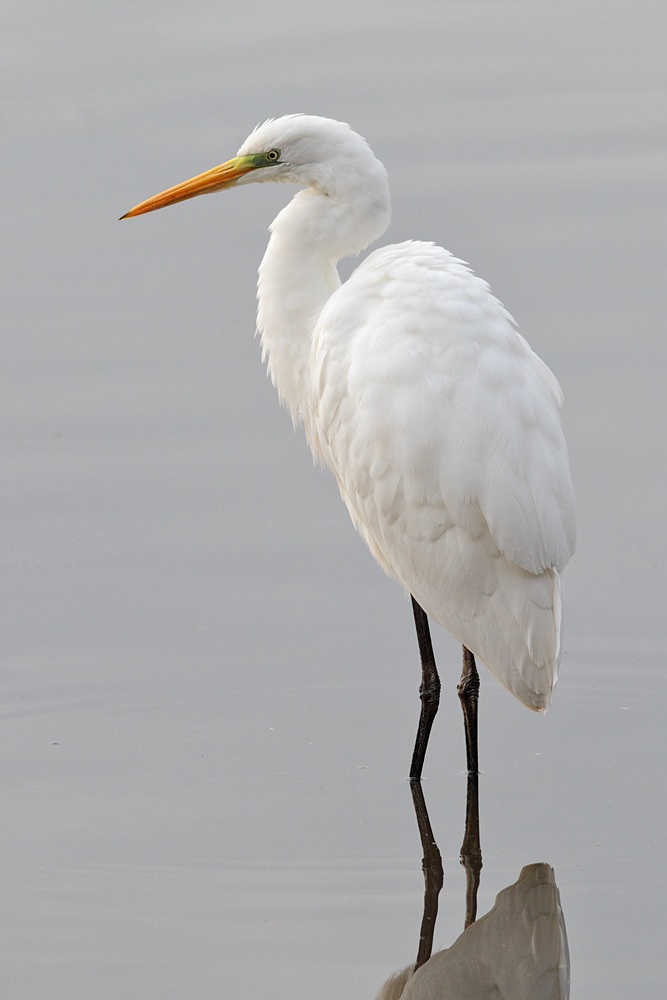
Ardea alba

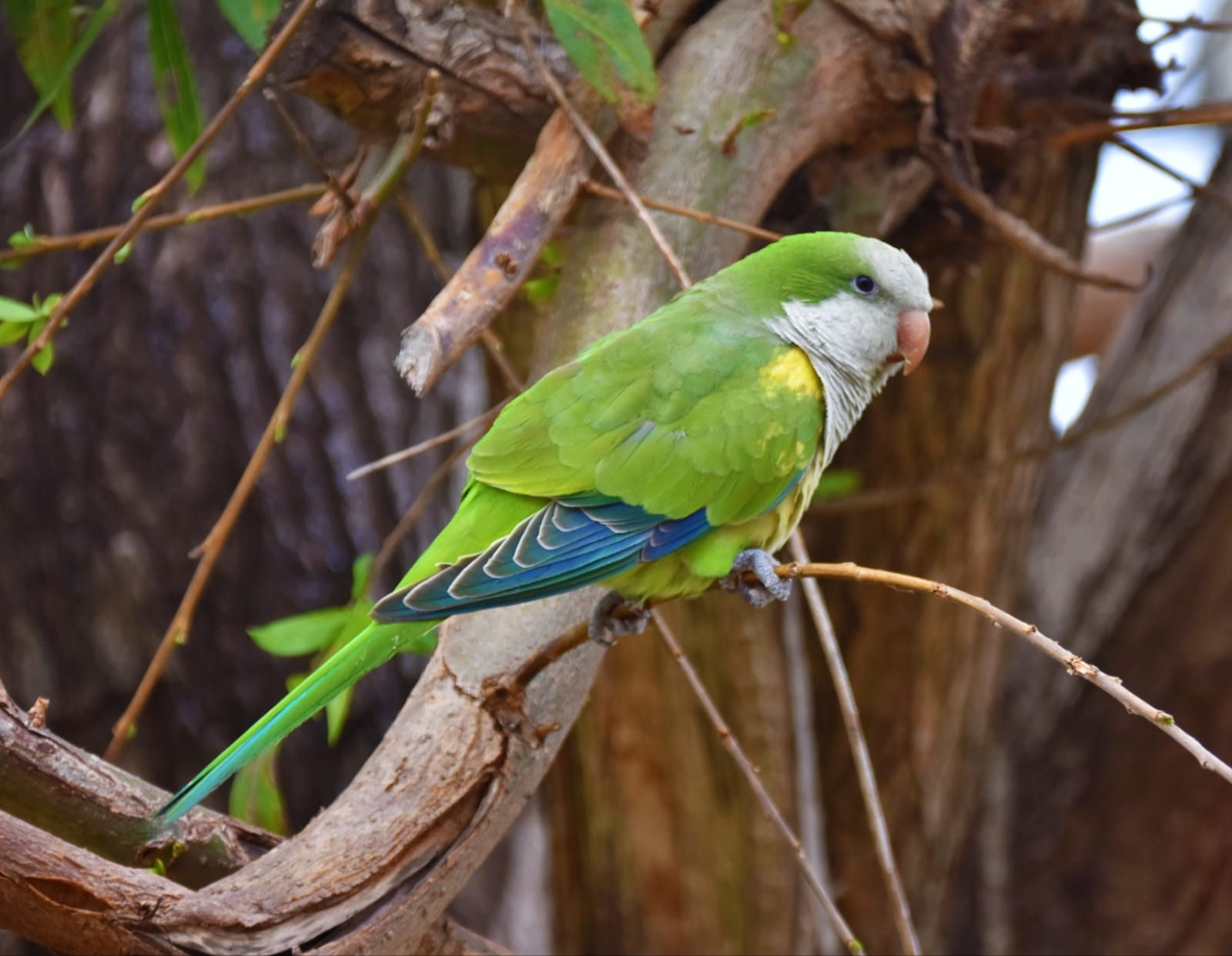
Myiopsitta monachus, especie invasora presente al interior del APRN Lago de Texcoco.

- Accipiter cooperiiMI[nota 4]
- Accipiter striatusMI[nota 4]
- Anas acutaMI[nota 5]
- Anas creccaMI[nota 5]
- Anas diaziR[nota 4][nota 5]
- Anthus rubescensMI
- Anthus spragueiiMI[nota 5]
- Archilochus alexandriT[nota 6]
- Archilochus colubrisT[nota 6]
- Ardea albaMI
- Ardea herodiasMI
- Asio flammeusMI[nota 4]
- Asio otusMI
- Athene cuniculariaMI
- Aythya affinisMI[nota 5]
- Aythya americanaMI[nota 5]
- Aythya collarisMI[nota 5]
- Bartramia longicaudaT[nota 5]
- Basilinna leucotisMI[nota 6]
- Botaurus lentiginosusMI[nota 4]
- Bubulcus ibisR[nota 3]
- Bucephala albeolaMI[nota 5]
- Buteo jamaicensisR
- Buteo lineatusMI[nota 4]
- Buteo regalisA[nota 4]
- Buteo swainsoniT[nota 4]
- Buteogallus anthracinusA[nota 4]
- Calidris albaMI
- Calidris alpinaMI
- Calidris bairdiiT
- Calidris himantopusMI
- Calidris mauriMI[nota 4]
- Calidris melanotosT
- Calidris minutillaMI
- Calidris pusillaA
- Calothorax luciferR[nota 6]
- Caracara plancusR
- Cardinalis cardinalisR[nota 7]
- Cathartes auraR
- Charadrius nivosusMV[nota 4]
- Charadrius semipalmatusMI
- Charadrius vociferusR
- Circus hudsoniusMI
- Columba liviaR[nota 3]
- Corvus coraxA
- Cyanocorax yncasR[nota 7]
- Cynanthus latirostrisR[nota 6]
- Dendrocygna autumnalisMV[nota 5]
- Dendrocygna bicolorMV[nota 5]
- Dryobates scalarisR
- Elanus leucurusR
- Eugenes fulgensR[nota 6]
- Falco columbariusMI
- Falco mexicanusMI[nota 4]
- Falco peregrinusR[nota 4]
- Falco sparveriusR
- Gallinago delicataMI[nota 5]
- Geothlypis tolmieiMI[nota 4]
- Geothlypis trichasR
- Haemorhous mexicanusR
- Himantopus mexicanusR
- Icteria virensT
- Jacana spinosaA
- Larus argentatusMI
- Larus delawarensisMI
- Limosa fedoaMI[nota 4]
- Limosa haemasticaT
- Mareca americanaMI[nota 5]
- Mareca streperaMI[nota 5]
- Melanerpes aurifronsR
- Melopsittacus undulatusMI[nota 1]
- Myiopsitta monachusR[nota 3]
- Nannopterum brasilianumR (en)
- Numenius americanusMI
- Oxyura jamaicensisR[nota 5]
- Pandion haliaetusMI[nota 5]
- Parabuteo unicinctusR
- Passer domesticusR[nota 3]
- Passerina caeruleaR
- Passerina cirisT[nota 4]
- Passerina cyaneaMI
- Passerina versicolorR
- Petrochelidon pyrrhonotaMV
- Phoenicopterus roseusA[nota 1]
- Phoenicopterus ruberR[nota 5][nota 7]
- Quiscalus mexicanusR
- Rallus limicolaR[nota 4]
- Rallus tenuirostrisR[nota 2][nota 4]
- Ramosomyia violicepsR (en)[nota 6]
- Recurvirostra americanaR
- Saucerottia beryllinaR[nota 6]
- Selasphorus platycercusR[nota 6]
- Selasphorus rufusT[nota 6]
- Spatula clypeataMI[nota 5]
- Spatula cyanopteraMI[nota 5]
- Spatula discorsMI[nota 5]
- Spizella pallidaMI
- Spizella passerinaMV
- Sphyrapicus variusMI
- Streptopelia decaoctoR[nota 3]
- Sturnus vulgarisR[nota 3]
- Tyrannus forficatusT
- Tyrannus melancholicusR
- Tyrannus verticalisT
- Tyrannus vociferansR
- Tyto albaR
- Vireo belliiT
- Vireo cassiniiMI
- Xanthocephalus xanthocephalusMI
- Zenaida asiaticaMI[nota 5]
- Zenaida macrouraR[nota 5]

#### Mamíferos

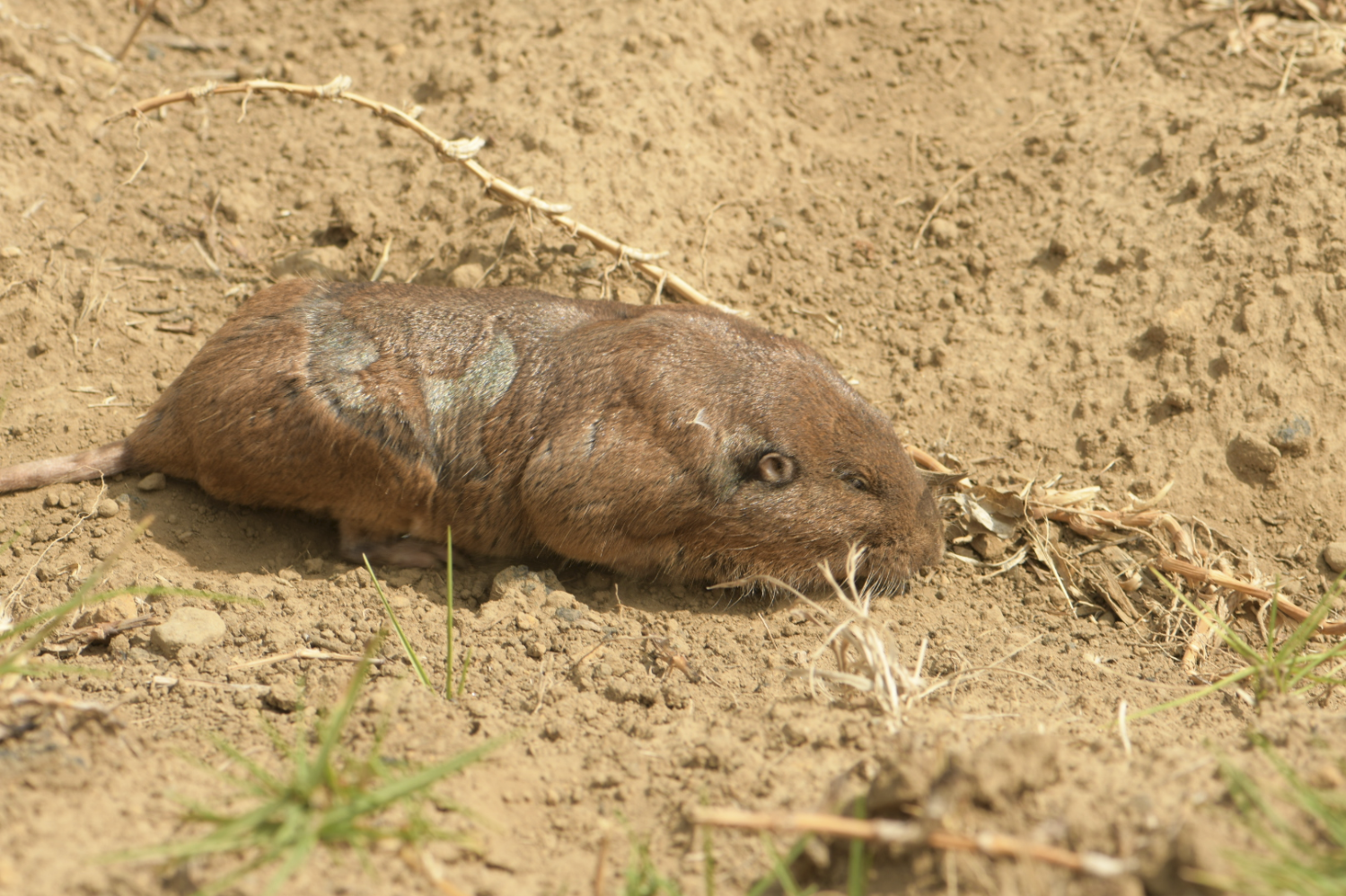
Cratogeomys merriami, especie nativa de México presente al interior del APRN Lago de Texcoco.

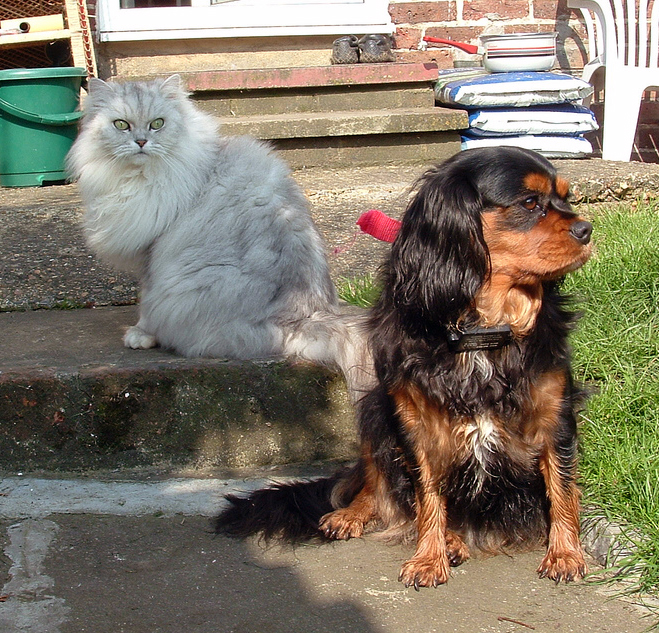
Felis catus y Canis familiaris, ambas especies invasoras presentes al interior del APRN Lago de Texcoco.

Son 17 especies:
- Baiomys taylori
- Canis familiaris[nota 3]
- Cratogeomys fumosus[nota 2][nota 4]
- Cratogeomys merriami (en)[nota 2]
- Didelphis virginiana
- Felis catus[nota 3]
- Ictidomys mexicanus
- Lepus californicus
- Microtus mexicanus
- Neogale frenata (en)
- Perognathus flavus
- Peromyscus labecula (en)
- Reithrodontomys fulvescens
- Reithrodontomys megalotis
- Spilogale angustifrons
- Sylvilagus audubonii
- Sylvilagus floridanus

## Críticas y reacciones
- Tras un día del anuncio, el 26 de agosto de 2020, expresaron en una conferencia de prensa que el proyecto no garantizaba la conservación ecológica del Lago. Argumentaron que se debe proceder con restitución de los ejidos que quedaron detrás de la barda perimetral, especialmente el Lago de Xalapango.[28]

El problema no se reduce solamente a las doce mil quinientas hectáreas de lo que queda del lago, sino que impacta en toda la Cuenca del Valle de México
José Espino, investigador de la Universidad Autónoma Chapingo

- Dos días después del anuncio del proyecto, el Frente de Pueblos en Defensa de la Tierra (FPDT) opinó que el proyecto no garantizaba la conservación integral de la cuenca del valle de México. Su máximo dirigente señaló que López Obrador no tomó a consideración las opiniones de las comunidades que fueron afectadas por la construcción del NAICM e incluso mencionó que fue desechada la propuesta de las comunidades de rescate del exlago de Texcoco denominada «Manos a la Cuenca».[29]

Solicitamos la atención directa, una audiencia al ejecutivo en donde coincidimos en muchos principios que tienen que ver con la voluntad del pueblo. Creo que coincidimos en muchos puntos (con AMLO) y uno es que se tiene que hacer la voluntad del pueblo y no en razón de un grupo o de intereses particulares. Ningún proyecto más sin la participación de los pueblos bien informados a tiempo.
Ignacio del Valle Medina, dirigente del FPDT

- Sébastien Barles, jefe de la delegación francesa «Transición ecológica, lucha y adaptación al cambio climático y asamblea ciudadana del futuro» expresó el 21 de enero de 2021 por su cuenta de Twitter:[8]

À #Mexico, la bifurcation écologique radicale est en marche avec la création de l’un des plus grands parcs urbains du monde qui remplacera un projet d’aéroport international.
Le Parque Ecológico Lago de Texcoco couvrira 12 300 hectares,soit 36 Central Park
Traducción:
En # México, la bifurcación ecológica radical está en marcha con la creación de uno de los parques urbanos más grandes del mundo, que reemplazará un proyecto de aeropuerto internacional.
El Parque Ecológico Lago de Texcoco cubrirá 12,300 hectáreas, o 36 Central Park